# Hệ Mặt Trời
Hệ Mặt Trời là hệ hành tinh của Mặt Trời, bao gồm Mặt Trời và các thiên thể xung quanh. Các thiên thể nằm trong hệ Mặt Trời có thể kể đến như hành tinh, hành tinh lùn, vệ tinh, sao chổi, vân vân. Hệ Mặt Trời chỉ là một hệ hành tinh trong số vô vàn các hệ hành tinh quanh vì sao khác.
Mặt Trời là ngôi sao loại dãy chính nằm ở chính giữa hệ Mặt Trời. Các nhà thiên văn học thường chia hệ Mặt Trời thành ba vùng. Vùng trong cùng bao gồm 4 hành tinh đất đá (Sao Thủy, Sao Kim, Trái Đất và Sao Hỏa) và vành đai tiểu hành tinh nằm giữa quỹ đạo của Sao Hỏa và Sao Mộc. Vùng phía giữa chứa 2 hành tinh khí (Sao Mộc và Sao Thổ), 2 hành tinh băng (Sao Thiên Vương và Sao Hải Vương), và vành đai Kuiper nằm ngay bên ngoài quỹ đạo của Sao Hải Vương. Vùng ngoài cùng của hệ Mặt Trời hiện tại còn nhiều điều bí ẩn, được cho là chứa rất nhiều hành tinh lùn và thiên thể nhỏ băng giá chưa được tìm thấy.
Qua nhiều thế kỷ nghiên cứu thiên văn, thuyết nhật tâm Copernicus của Nicolaus Copernicus đã được cải tiến thành thuyết hệ Mặt Trời hiện đại. Theo hiểu biết hiện nay của các nhà thiên văn, hệ Mặt Trời của chúng ta chỉ là một trong rất nhiều hệ hành tinh nằm quanh các ngôi sao khác, cùng nhau chuyển động trong Ngân Hà. Bằng chứng từ các bao thể trong thiên thạch cho thấy hệ Mặt Trời được hình thành khoảng 4,55 tỷ năm trước, khi một phần của đám mây phân tử sụp vào, tạo thành Mặt Trời sơ khai và đĩa tiền hành tinh. Các nghiên cứu về hệ Mặt Trời giúp con người hiểu rõ ảnh hưởng của thiên thạch đâm vào Trái Đất, điều kiện phát triển sự sống ngoài Trái Đất, phát triển ngành du hành vũ trụ, và có thêm hiểu biết vị thế của con người trong vũ trụ.

## Lịch sử nghiên cứu
Tri thức về hệ Mặt Trời được bồi đắp qua nhiều thế kỷ bởi các nhà khoa học và sau này các nhà thiên văn học. Bằng mắt thường, con người chỉ quan sát được 5 hành tinh: Sao Thuỷ, Sao Kim, Sao Hoả, Sao Mộc và Sao Thổ, cộng thêm Mặt Trời, Mặt Trăng và các vì sao. Người phương Đông và Việt Nam dựa vào Ngũ hành để đặt tên cho 5 hành tinh và 5 nguyên tố cơ bản: Thủy, Kim, Hỏa, Mộc, và Thổ. Từ hệ thống Ngũ Hành này thì phát triển ra vô vàn quan niệm khác về các hành tinh. Thuyết địa tâm trong cuốn Almagest bởi Plolemy đã thống trị thế giới phương Tây từ giữa thế kỉ 2 đến thế kỉ thứ 14–15. Cho đến thế kỉ thứ 16, các nên văn minh từ phương Tây đến phương Đông đều coi Trái Đất đứng yên, nằm chính giữa vũ trụ, và là một thực thể tách biệt khỏi thiên cầu.
Vào thời Phục Hưng, Nicolaus Copernicus đưa ra thuyết nhật tâm Copernicus, cho rằng Trái Đất và các hành tinh đều quay quanh Mặt Trời theo hình tròn. Johannes Kepler cải tiến thuyết nhật tâm bằng cách đưa ra ba định luật về quỹ đạo thiên thể. Dựa trên thuyết nhật tâm, ông tạo ra bảng Rudolf để tuyên đoán vị trí chính xác của các hành tinh. Khi Pierre Gassendi sử dụng bảng này để tìm sao Thủy đi qua Mặt Trời năm 1631 và Jeremiah Horrocks tìm sao Kim đi qua Mặt Trời năm 1639, thuyết nhật tâm và ba định luật của ông được khoa học khẳng định là đúng đắn.
Vào thế kỷ 17, Galileo sử dụng kính thiên văn để phát hiện ra rằng sao Mộc có bốn vệ tinh quay quanh và quan sát được các dãy núi và các miệng núi lửa do va chạm trên Mặt Trăng. Vào năm 1677, Edmund Halley nhận ra rằng thị sai của hành tinh với Mặt Trời có thể được sử dụng để xác định khoảng cách giữa Trái Đất, sao Kim và Mặt Trời bằng phương pháp lượng giác. Isaac Newton, trong tác phẩm vĩ đại Principia Mathematica năm 1687, chứng minh rằng định luật về chuyển động và lực hấp dẫn đều áp dụng chung cho Trái Đất và các thiên thể. Vì vậy định luật của ông được đặt tên là định luật vạn vật hấp dẫn.
Thế kỉ 18 và 19 có nhiều đột phá trong thiên văn học. Năm 1705, Halley nhận ra rằng các lần quan sát sao chổi đều là một vật thể quay trở lại sau 75–76 năm. Ngày nay ta gọi sao chổi này là sao chổi Halley. Đây là bằng chứng đầu tiên cho thấy rằng có các vật thể không phải hành tinh quay quanh Mặt Trời. Sao Thiên Vương, dù đã được quan sát từ năm 1690, được công nhận là hành tinh ngoài quỹ đạo sao Thổ vào năm 1783. Sao Hải Vương được xác định là một hành tinh vào năm 1846 nhờ vào tính toán tương tác hấp dẫn với quỹ đạo của sao Thiên Vương. Tiểu hành tinh đầu tiên được phát hiện là Ceres bởi Giuseppe Piazzi vào năm 1801. Sau 65 năm, tiểu hành tinh thứ 100 được tìm thấy vào năm 1868.
Thiên văn học thế kỷ 20 được đánh dấu bằng sự phát triển công nghệ không gian và máy tính, biến việc học hỏi hệ Mặt Trời thành khoa học thực nghiệm. Con người bắt đầu đặt kính thiên văn lên quỹ đạo vũ trụ từ những năm 1960 và đến năm 1989 sau khi tàu Voyager 2 bay qua Sao Hải Vương, con người đã chụp ảnh tất cả 8 hành tinh. Ngoài ra, các tàu thám hiểm không gian đã thăm hai hành tinh lùn (Sao Diêm Vương và Ceres), bay qua nhật hoa của Mặt Trời, và mang về mẫu vật từ các sao chổi và tiểu hành tinh. Các phát hiện từ tàu không gian một lần nữa thay đổi nhận thức của ta về hệ Mặt Trời bằng cách thúc đẩy việc định nghĩa từ hành tinh và hành tinh lùn năm 2006 và hướng mục tiêu nghiên cứu đến các đối tượng nằm ngoài quỹ đạo Sao Hải Vương.

Một số bức ảnh đại diện cho lịch sử nghiên cứu hệ Mặt Trời
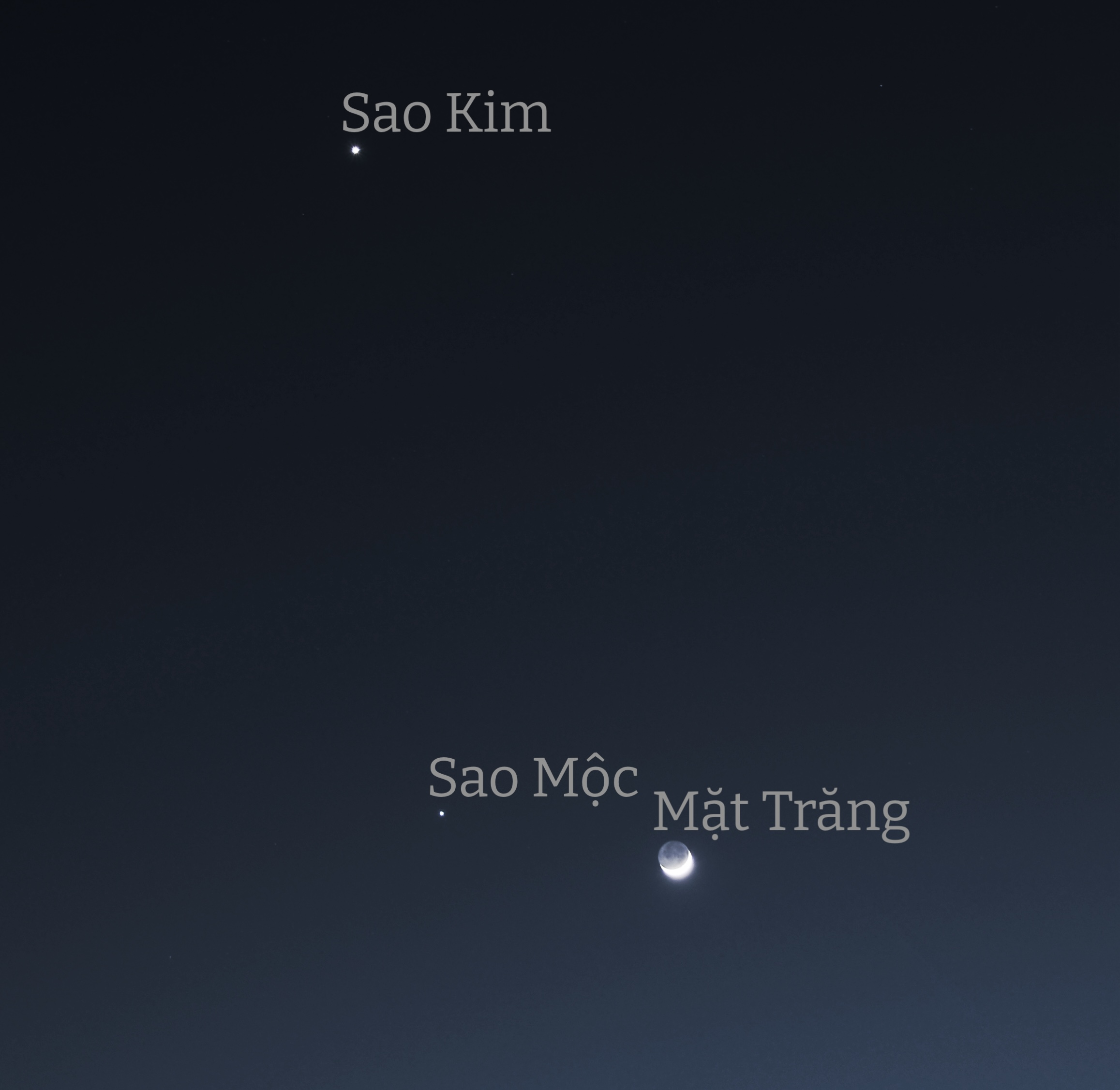
Trước khi con người phát minh ra kính viễn vọng, các hành tinh chỉ là chấm chuyển động ở trên bầu trời.
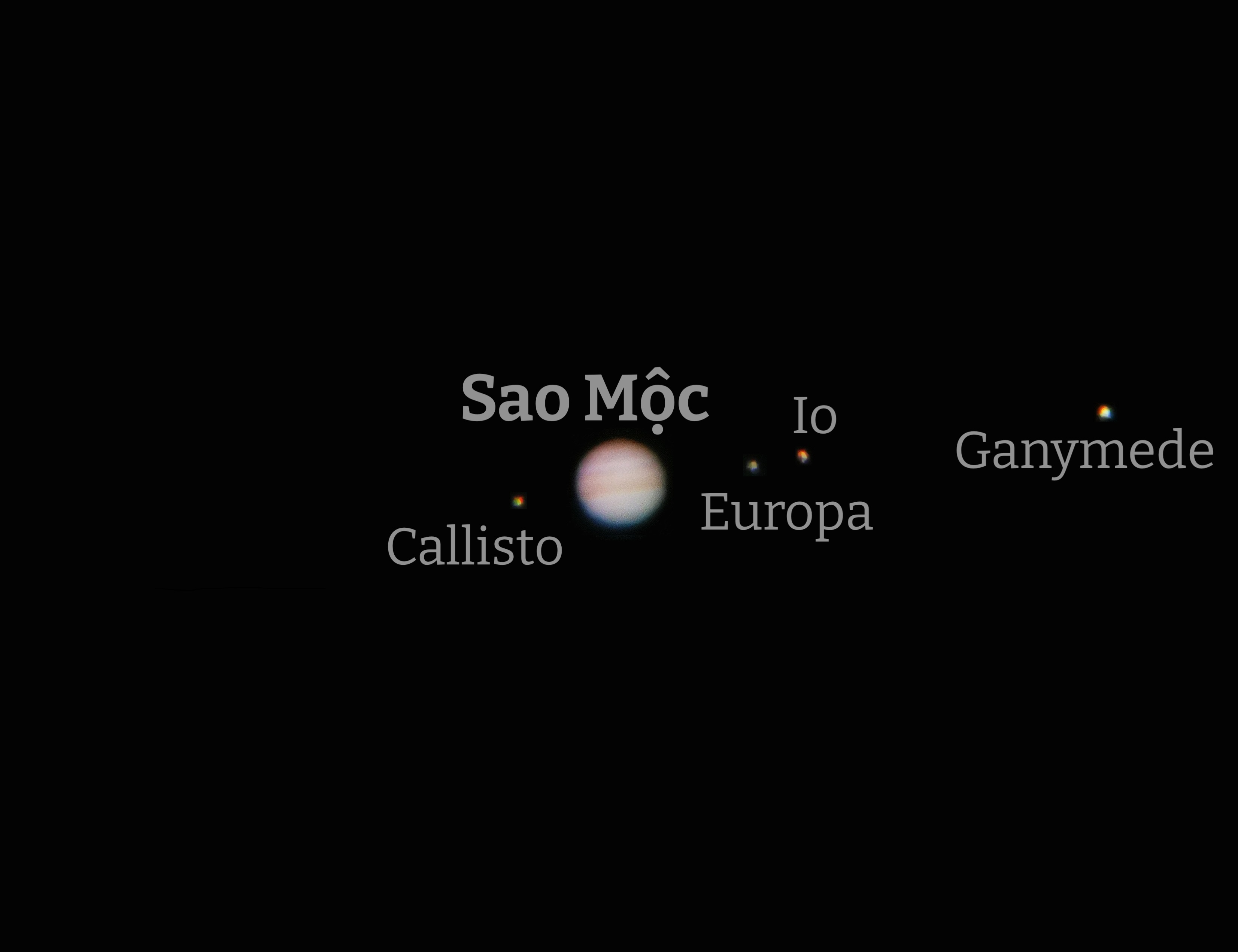
Vào thế kỷ 17, Galileo phát hiện bốn vệ tinh của sao Mộc nhờ kính viễn vọng, giống như ảnh ở phía trên.
Con người bắt đầu tìm thấy tiểu hành tinh vào thế kỉ 19. Đây là ảnh của tiểu hành tinh 2014 AA.
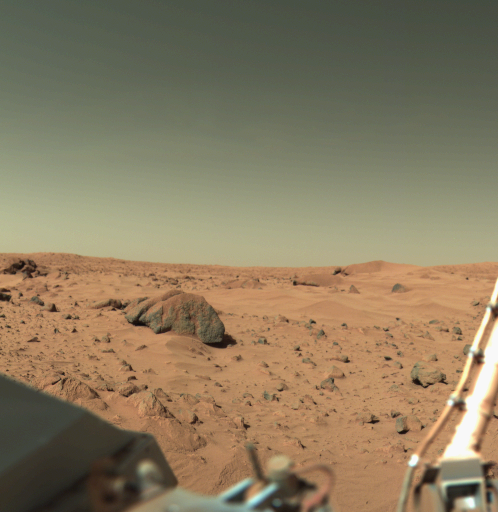
Ảnh bề mặt và khí quyển Sao Hỏa từ tàu Viking 1 năm 1976. Tàu Viking 1 là tàu đầu tiên đáp trên Sao Hoả.

## Vận động hệ Mặt Trời

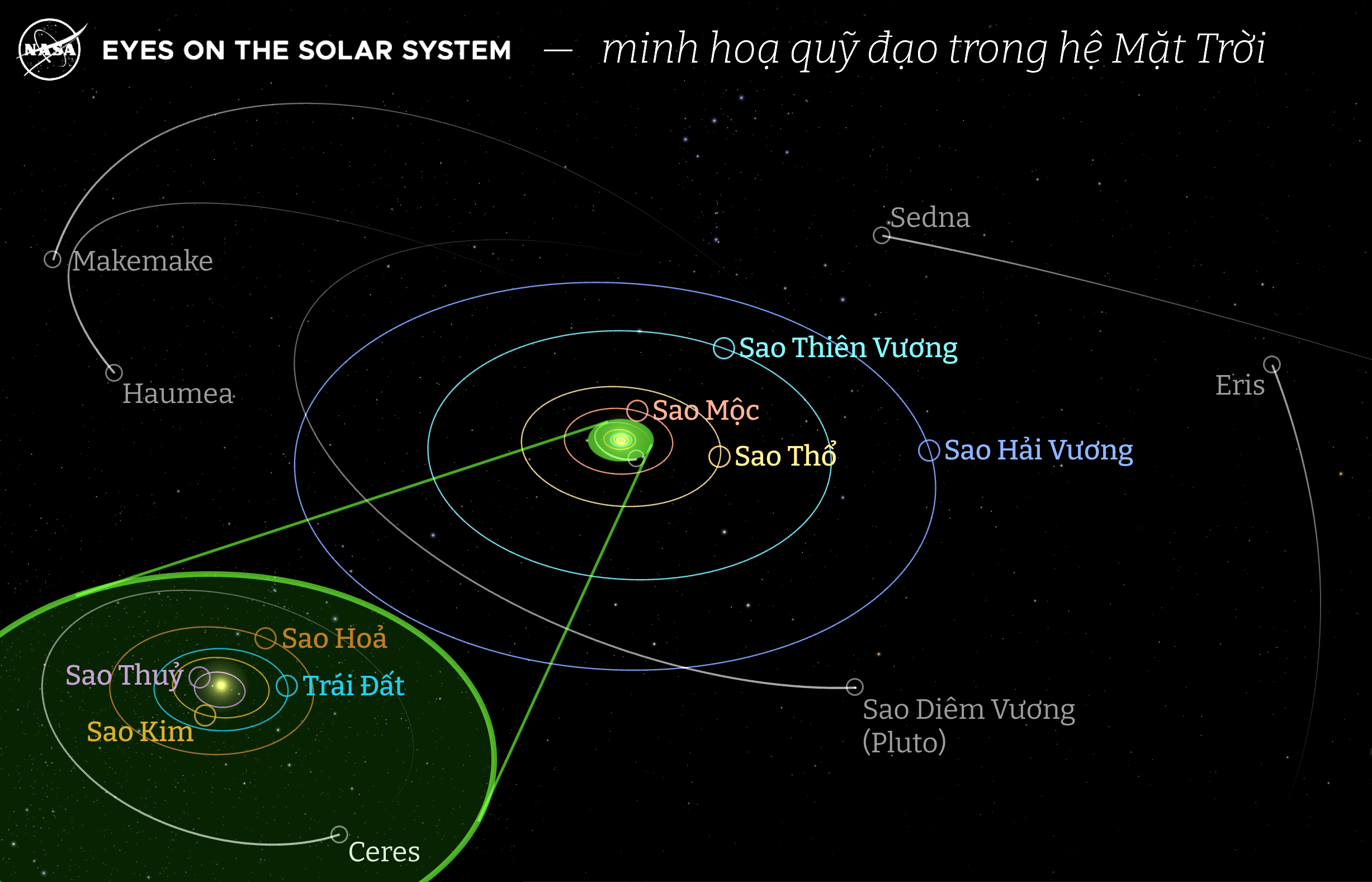
Quỹ đạo của các hành tinh và một số hành tinh lùn. Bốn hành tinh phía trong được phóng to ở góc dưới bên trái.

Đến một mức độ chính xác nhất định, định luật Kepler số 1 mô tả đường di chuyển của các vật thể trong hệ Mặt Trời, được gọi là quỹ đạo. Định luật nói rằng các hành tinh trong hệ Mặt Trời chuyển động theo quỹ đạo elip có tâm sai rất bé (nói nôm na là quỹ đạo tròn, ít dẹt), nhận Mặt Trời làm tiêu điểm. Ngược lại, hầu hết các sao chổi có quỹ đạo hình elip rất dẹt. Trong một số trường hợp, do nhiễu loạn hành tinh nên quỹ đạo của một số sao chổi là hyperbol, sau khi đi qua Mặt Trời thì chúng thoát ra khỏi hệ Mặt Trời.
Thực chất bản chất vật động của tất cả vật thể hệ Mặt Trời là bài toán n vật thể về tương tác hấp dẫn, với quỹ đạo không ổn định và có sự nhiễu loạn, sai lệch với định luật Kepler. Trên thời gian vài chục năm thì quỹ đạo của vật thể trong hệ có thể dự đoán được bằng mô hình số, nhưng trong thời gian dài, sự tiến hoá của hệ Mặt Trời sẽ bị ảnh hưởng từ nhiễu loạn quỹ đạo của các vật thể. Trong một số trường hợp đặc biệt như quỹ đạo của Sao Thuỷ, định luật Kepler không đủ chính xác và ta cần dựa trên thuyết tương đối rộng để mô tả quỹ đạo.

Hoạt hình chuyển động của hành tinh trong hệ Mặt Trời. Các hành tinh càng gần thì có tốc độ quay nhanh hơn.

Một số đặc điểm đáng kể của vận động hệ Mặt Trời gồm có:
- Các hành tinh chuyển động quanh Mặt Trời cùng chiều với chiều tự quay của Mặt Trời. Các hành tinh có mômen động lượng lớn hơn mômen động lượng của Mặt Trời, điều này cần được cân nhắc khi đưa ra giả thuyết về tiến hóa hệ Mặt Trời.[44]
- Trừ Sao Thuỷ, quỹ đạo của các hành tinh gần như tròn và đều có độ nghiêng quỹ đạo thấp, di chuyển men theo mặt phẳng hoàng đạo. Hướng và góc của quỹ đạo sao chổi chu kỳ dài khác với quỹ đạo của các hành tinh, vệ tinh, tiểu hành tinh và sao chổi chu kỳ ngắn.[44]
- Trừ Sao Kim và Sao Thiên Vương, hầu hết các hành tinh quay theo chiều thuận kim đồng hồ với quỹ đạo (đọc thêm tại Chuyển động thuận và nghịch).[44]
- Hầu hết các vệ tinh tự nhiên của các hành tinh chuyển động theo chiều chuyển động của hành tinh và gần như trong cùng mặt phẳng xích đạo của hành tinh.[44] Hầu hết vệ tinh tự nhiên lớn (ví dụ như Mặt Trăng của Trái Đất) bị 'khóa thủy triều', tức là một mặt luôn hướng về hành tinh mẹ, do ảnh hưởng nhiễu loạn từ tương tác hấp dẫn.[45]
- Một số ảnh hưởng nhiễu loạn có thể được mô tả là cộng hưởng quỹ đạo, dần dần biến các vệ tinh chuyển động theo tỉ lệ số nguyên (như vệ tinh Sao Mộc – Ganymede, Europa, Io và tỉ lệ 1:2:4).[46] Sự tương tác hấp dẫn giữa các vật thể khối lượng cao còn có thể gây ra lực thủy triều, như thủy triều trên biển do lực hút Mặt Trăng.[47]

Trong các hình vẽ hệ Mặt Trời, người ta hay phóng đại Mặt Trời và các hành tinh vì nếu vẽ chuẩn tỉ lệ, các vật thể sẽ không thể nhìn thấy được. Ở Hà Nội năm 2023 đã từng có mô hình hệ Mặt Trời chuẩn tỉ lệ, kéo dài hơn 8 kilômét từ công viên Thống Nhất đến vườn bách thảo Hà Nội. Với tỉ lệ này thì đường kính của Mặt Trời là 2,35 mét, Trái Đất là 2,2 centimét và Sao Diêm Vương chỉ có đường kính là 4 milimét.

## Quan sát các vật thể
Các hành tinh không nhấp nháy mạnh như các vì sao khi nhìn lên bầu trời. Dù các vì sao có kích cỡ to hơn các hành tinh, các hành tinh có kích thước biểu kiến to hơn các vì sao. Ta chỉ cần phóng đại 20–30 lần để thấy hình dạng của các hành tinh trong khi các ngôi sao thì dù có phóng đại hàng trăm lần cũng chỉ là những điểm sáng. Vì vậy ánh sáng từ các hành tinh ít bị ảnh hưởng bởi khúc xạ khí quyển so với ánh sáng từ vì sao.
Chuyển động của vật thể gây ra sự thay đổi của hai góc: góc ánh sáng Mặt Trời phản chiếu vật thể và góc nhìn từ Trái Đất đến vật thể. Đối với Mặt Trăng, khi hai góc chập vào nhau thì xảy ra hiện tượng nhật thực và nguyệt thực.

## Mặt Trời

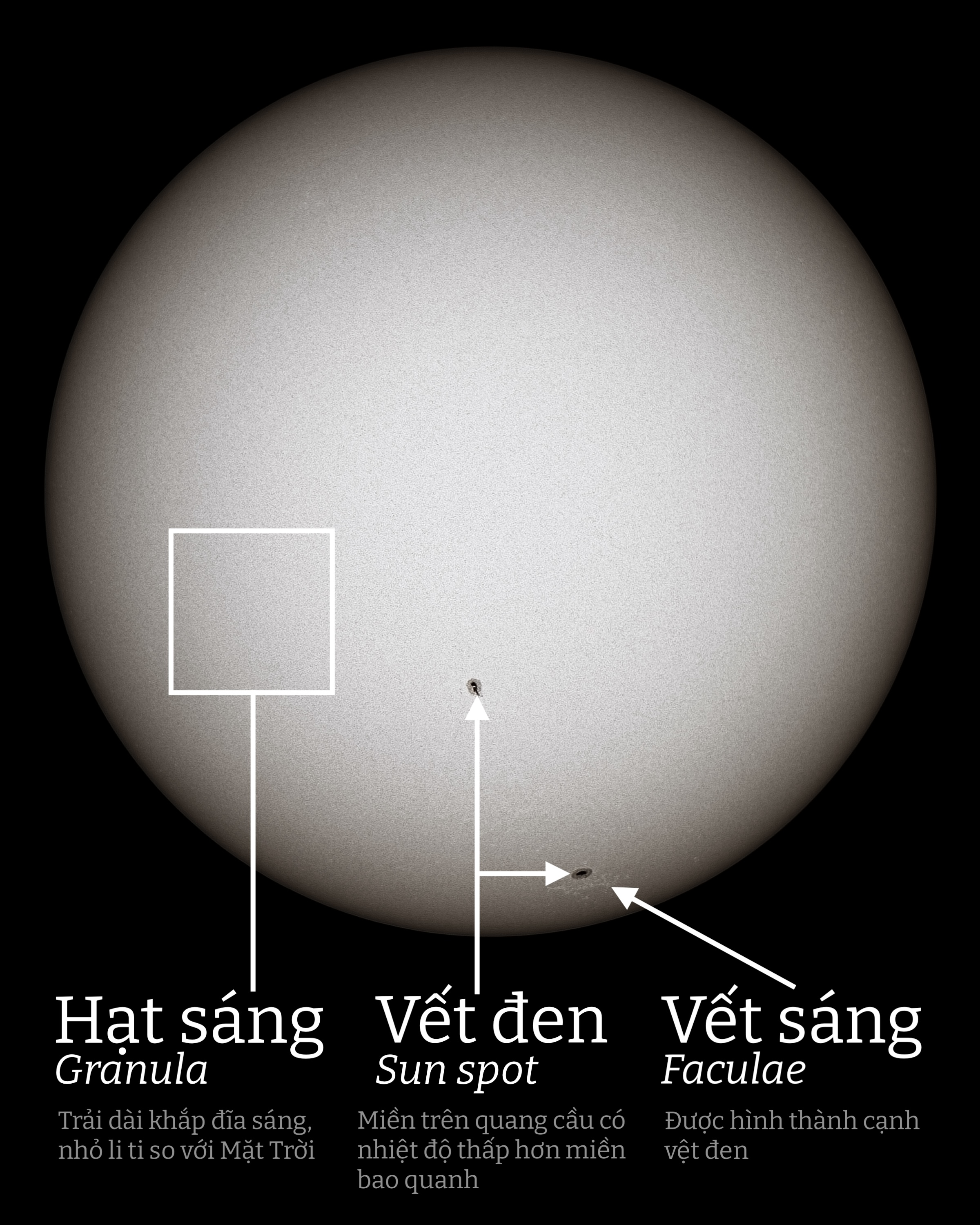
Một số vết quan trắc của Mặt Trời: hạt sáng, vết đen, vết sáng.

Mặt Trời nằm ở trung tâm hệ Mặt Trời và là vật thể nặng nhất, chiếm đến 99.8% tổng khối lượng của các vật thể trong hệ và có đường kính lớn hơn Trái Đất 109 lần. Khoảng 98% Mặt Trời được cấu tạo từ hydro và heli, khi ở trong điều kiện nhiệt độ và áp suất cao ở trong lòng Mặt Trời thì xảy ra phản ứng tổng hợp hạt nhân, giải phóng một nguồn bức xạ khổng lồ và ổn định. Phản ứng tổng hợp hạt nhân kết hợp hạt nhân hydro và heli để tạo ra hạt nhân nguyên tố nặng hơn. Ngoài ra, Mặt Trời còn giải phóng neutrino khi phản ứng chuỗi proton-proton, neutrino là hạt rất ít khi tương tác với vật chất bình thường.
Bề mặt nhìn thấy được của Mặt Trời được gọi là quang cầu, gồm có rất nhiều hạt sáng với kích thước lớn nhất là 1500 km. Cấu trúc đối lưu của hạt sáng là chứng cớ về sự tồn tại của vùng đối lưu ở phía dưới quang cầu. Hai lớp phía trên quan cầu là sắc cầu và nhật hoa, nơi mà diễn ra nhiều hoạt động mà ta có thể nhìn thấy từ Trái Đất, ví dụ như vết đen Mặt Trời, bùng nổ Mặt Trời, sự phun trào nhật hoa, vân vân.
Mặt Trời có chu kì hoạt động khoảng 11 năm, bao gồm cực tiểu và cực đại hoạt động Mặt Trời. Dựa trên nguồn bức xạ ánh sáng, Mặt Trời được xếp loại là sao dãy chính loại G2V. Mặt Trời có nhiệt độ trung bình so với các ngôi sao khác. Các ngôi sao dãy chính nóng hơn Mặt Trời có độ sáng cao hơn nhưng lại có tuổi thọ ngắn hơn. Những ngôi sao sáng và nóng hơn Mặt Trời thì hiếm, trong khi các sao lùn đỏ bé và mát hơn Mặt Trời thì chiếm khoảng 75% sao trong Ngân Hà. Mặt Trời là một ngôi sao thuộc quần thể I vì Mặt Trời được hình thành trong nhánh của Ngân Hà và có nhiều nguyên tố nặng hơn hydro và heli (được gọi là "kim loại" trong thuật ngữ thiên văn) so với các ngôi sao quần thể II cũ hơn ở phần rìa Ngân Hà. Các hành tinh đất đá được cho là hình thành từ quá trình tích tụ 'kim loại' trong đĩa tiền hành tinh.

## Môi trường không gian hệ

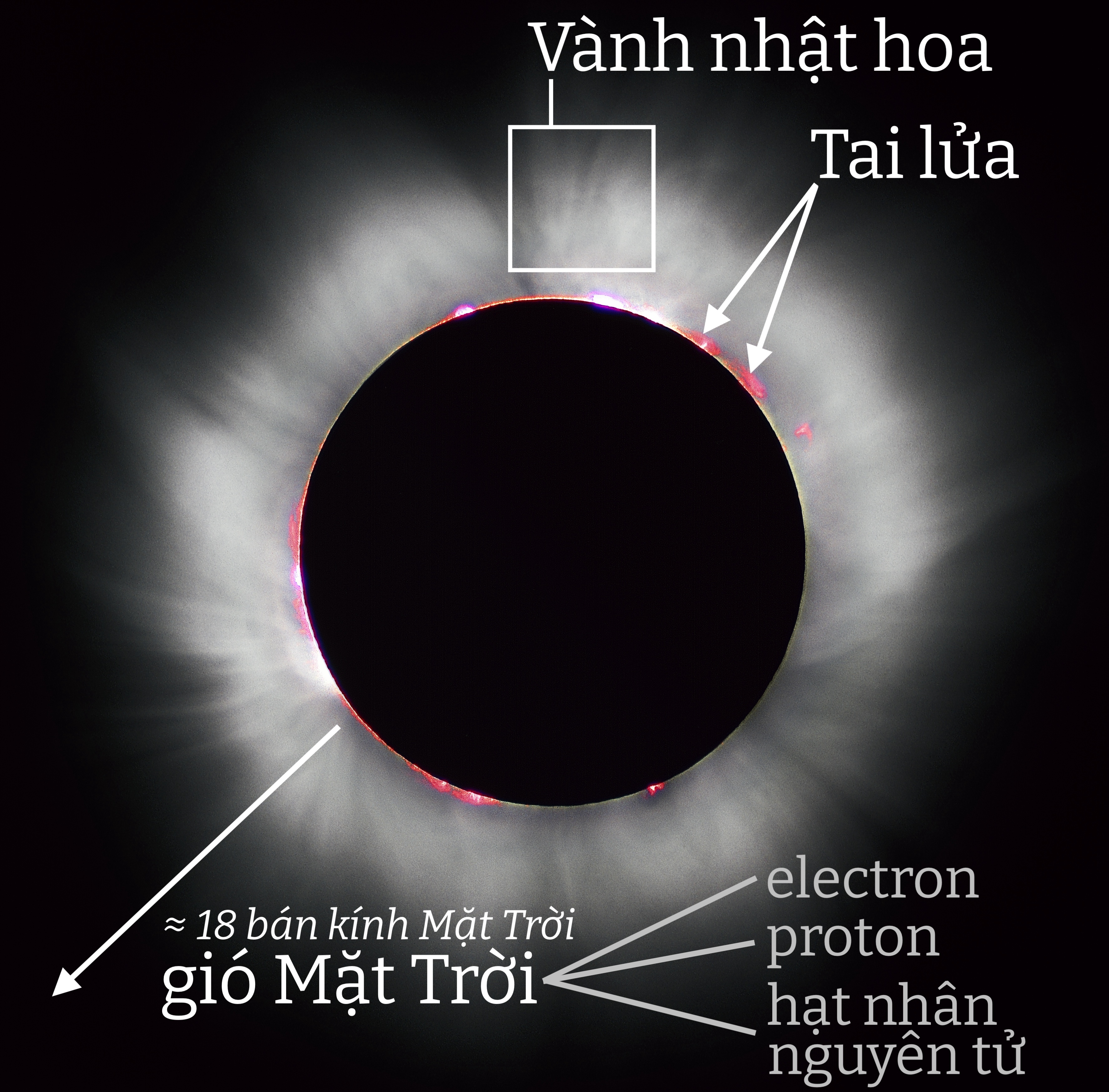
Một số hạt điện tích ở vành nhật hoa được phóng ra để trở thành gió Mặt Trời.

Ngoài ánh sáng và dòng neutrino, Mặt Trời phát ra một dòng plasma các hạt mang điện được gọi là gió Mặt Trời, gồm có electron, proton, hạt alpha và các hạt nhân nguyên tử khác. Gió Mặt Trời lan ra ngoài với tốc độ từ 900.000 km/h đến 2.880.000 km/h, lấp đầy khoảng chân không giữa các thiên thể trong hệ Mặt Trời.
Các hạt mang điện từ gió Mặt Trời quanh hệ Mặt Trời tạo ra bầu vật chất mang tên nhật quyển, kéo dài từ ranh giới nhật hoa khoảng 18 bán kính Mặt Trời (0,084 au) cho đến khoảng 120 au theo dữ liệu của tàu Voyager 1. Sự tương tác của các hạt trong gió Mặt Trời và trường từ Trái Đất dẫn đến hiện tượng cực quang được nhìn thấy gần cực Bắc và Nam Trái Đất. Bằng chứng từ tàu vũ trụ Cassini và Interstellar Boundary Explorer cho rằng nhật quyển có thể có hình dạng như bong bóng do tác động ràng buộc của từ trường liên sao, nhưng các nhà khoa học vẫn chưa biết rõ hình dạng thực của nhật quyển trông như thế nào.
Có rất nhiều thiên thạch nằm rải rác trong không gian hệ Mặt Trời. Thiên thạch được định nghĩa là vật thể nhỏ từ 30 micrômét tới khoảng 1 mét. Các vật thể nhỏ hơn nữa được gọi chung là bụi vũ trụ. Hầu hết thiên thạch được hình thành từ sự phân rã của sao chổi và tiểu hành tinh, còn một vài thiên thạch được hình thành từ các mảnh vụn va chạm từ hành tinh. Phần lớn thiên thạch được làm từ silicat và các kim loại nặng như niken và sắt. Gần quỹ đạo Trái Đất cũng có rất nhiều thiên thạch, một số đám thiên thạch là nguồn gốc của các mưa sao băng trong khí quyển. Theo định nghĩa của Liên đoàn Thiên văn Quốc tế, các vật thể bé hơn tiểu hành tinh được gọi là thiên thạch (<1 mét) còn các vật thể bé hơn thiên thạch được gọi chung là bụi, (<30 micrômét) tuy nhiên ở đây không có ranh giới thật sự rõ ràng giữa ba cụm từ.

## Bốn hành tinh đất đá

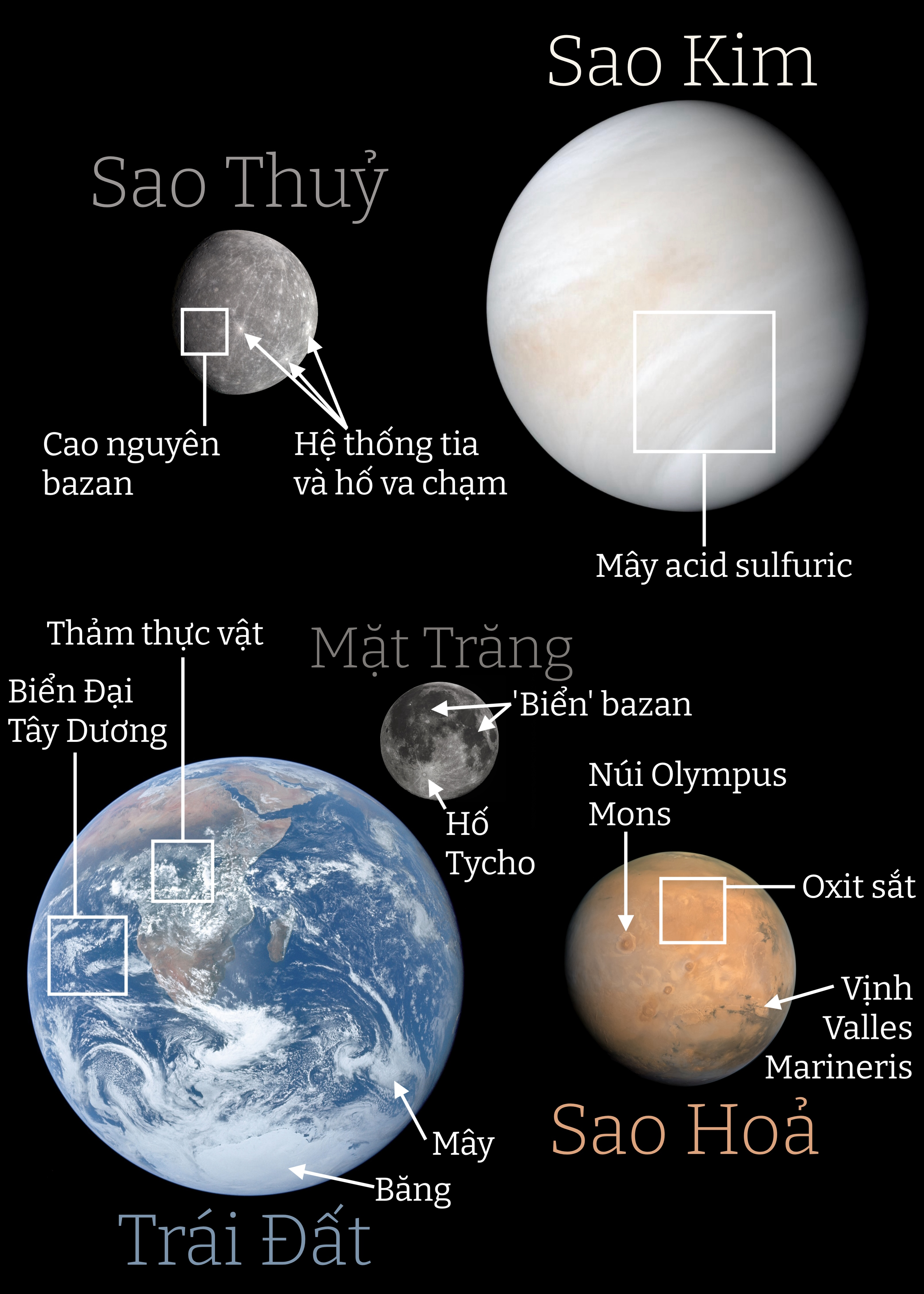
Bốn hành tinh đất đá: Sao Thuỷ, Sao Kim, Trái Đất, Sao Hoả.

Các hành tinh đất đá có kích thước bé và có khổi lượng riêng tương đối lớn. Các hành tinh này được cấu tạo chủ yếu từ các nguyên tố nặng như sắt, silicat, magiê. Các hành tinh này đều có hố va chạm và có hiện tượng kiến tạo, chẳng hạn như thung lũng và núi lửa.
- Sao Thủy (0,31–0,59 au từ Mặt Trời)[7] là hành tinh gần Mặt Trời nhất. Sao Thủy có cao nguyên và miệng núi lửa do va chạm thiên thạch chồng lên nhau.[75] Vài tỉ năm trước, bề mặt Sao Thủy có núi lửa phun trào, tạo ra các đồng bằng bazan mịn tương tự như ở Mặt Trăng.[76] Nhiệt độ trên bề mặt giữa ngày và đêm chênh nhau hơn 600 °C. Cấu tạo của hành tinh bao gồm khoảng 70% kim loại nằm chủ yếu ở lõi và 30% silicat ở lớp ngoài. Sao Thủy có lớp khí quyển siêu mỏng, được duy trì bởi nguyên tử sinh ra do gió Mặt Trời, sự bốc hơi của lớp băng đá hay các thiên thạch rơi vào. Sao Thủy không có vệ tinh tự nhiên nào.[75]
- Sao Kim (0,72–0,73 au)[7] có khí quyển siêu dày, chứa chủ yếu là khí cacbonic và có mây chứa các hạt chất lỏng axit nhỏ li ti phản xạ lại ánh sáng Mặt Trời. Chính lớp mây này biến Sao Kim thành thiên thể sáng thứ 3 sau Mặt Trời và Mặt Trăng. Do hiệu ứng nhà kính từ khí cacbonic, tại bề mặt Sao Kim có áp suất lớn gấp 95 lần khí quyển Trái Đất và nhiệt độ 480 °C.[77] Sao Kim không có từ quyển bảo vệ để chống lại gió Mặt Trời, điều này cho thấy bầu khí quyển được duy trì nhờ hoạt động núi lửa.[78] Khoảng 90% bề mặt Sao Kim được phủ bởi dung nham.[77] Sao Kim không có vệ tinh tự nhiên nào.[79]
- Trái Đất (0.98–1.02 au)[7] là nơi duy nhất trong vũ trụ ta biết mà có sự sống và nước ở trạng thái lỏng trên bề mặt.[80] Khoảng 78% bầu khí quyển của Trái Đất là nitơ và 21% là oxy, còn 1% là các chất khí khác. Hành tinh của ta có hệ thống khí hậu và thời tiết phức tạp với các vùng khí hậu đặc trưng riêng.[81] Ba phần tư bề mặt Trái Đất được bao phủ bởi biển, một phần tư còn lại được bao phủ bởi thảm thực vật, sa mạc và băng.[82] Từ quyển của Trái Đất bảo vệ bề mặt khỏi tia vũ trụ, góp phẩn bảo vệ bầu khí quyển và sự sống.[83] Trái Đất có 1 vệ tinh tự nhiên là Mặt Trăng:
  - Mặt Trăng, theo thuyết va chạm lớn, được hình thành khi một vật thể cỡ Sao Hỏa đâm vào Trái Đất, tạo ra bụi cô lại thành Mặt Trăng. Bề mặt của Mặt Trăng được bao phủ bởi lớp bụi rất mịn và có nhiều hố va chạm. Những mảng tối lớn trên Mặt Trăng, gọi là "biển", được hình thành từ hoạt động núi lửa khi Mặt Trăng còn đang hình thành.[84]
- Sao Hỏa (1.38–1.67 au) có bán kính khoảng một nửa so với Trái Đất.[7] Hầu hết bề mặt hành tinh có màu đỏ do oxit sắt,[85] hai vùng cực được phủ bởi lớp băng trắng làm từ nước và cácbon dioxít.[86] Sao Hỏa có một bầu khí quyển chủ yếu là cácbon dioxít với áp suất bề mặt chỉ bằng 0,6% so với áp suất của Trái Đất, vừa đủ để xuất hiện một số hiện tượng thời tiết trên khí quyển.[87] Trên Sao Hỏa có các đồng bằng, cao nguyên và các miệng núi lửa. Có một thung lũng lớn dài 5000 km, rộng 200 km và sâu 7 km nằm trên Sao Hỏa tên là Valles Marineris, ngoài ra Sao Hỏa có núi lửa cao nhất hệ Mặt Trời tên là Olympus Mons.[88] Sao Hoả có 2 vệ tinh là Deimos và Phobos.
  - Hai vệ tinh Deimos và Phobos đều có đặc điểm khá giống nhau.

## Tiểu hành tinh

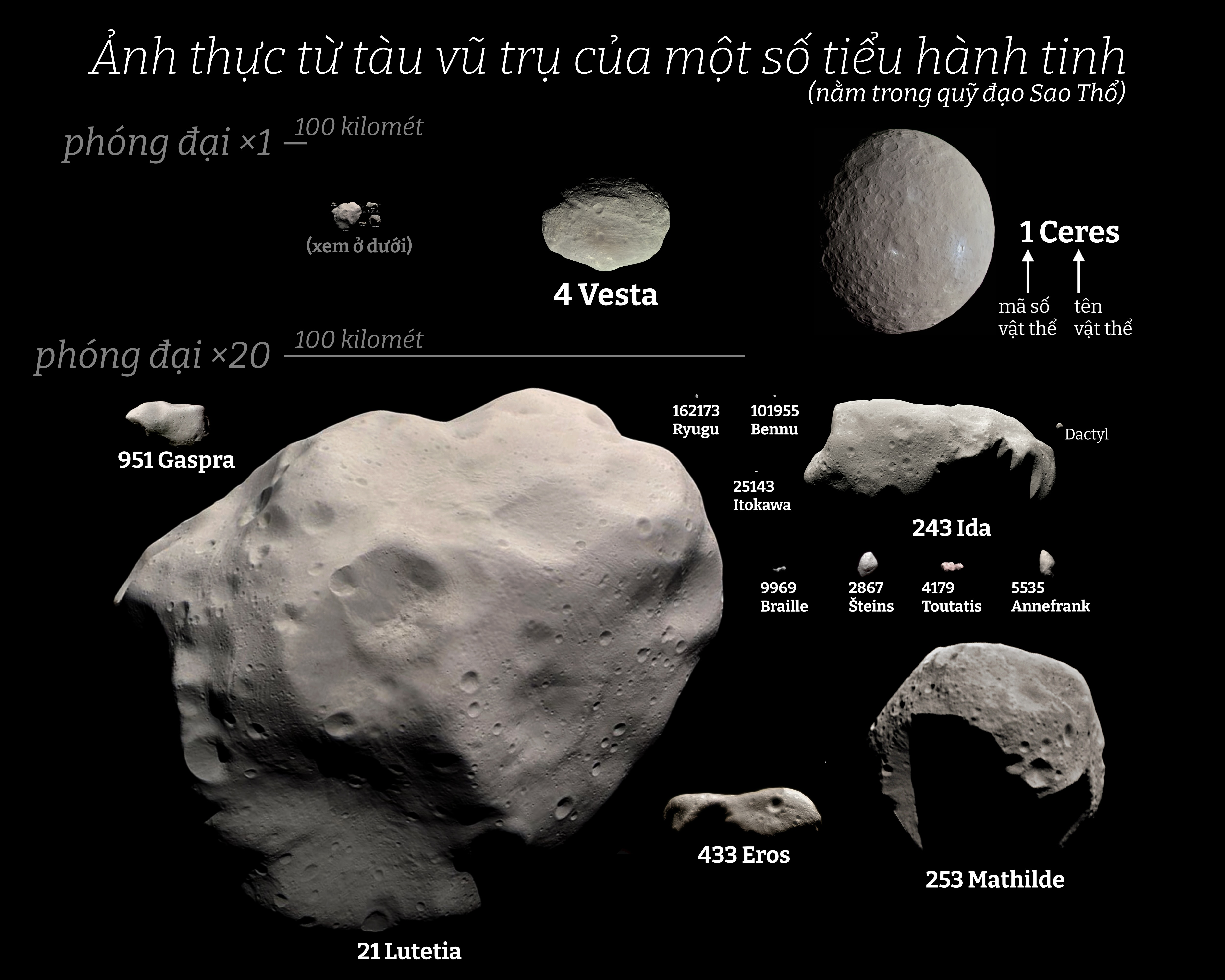
Tiểu hành tinh lớn nhất trong ảnh (1 Ceres) rộng khoảng 960 kilômét còn các tiểu hành tinh bé nhất dài khoảng 0,5 kilômét.

Các tiểu hành tinh là các vật thể bé hơn hành tinh, chủ yếu được cấu thành từ các khoáng chất carbon, đá và kim loại, với một số trong số chúng chứa băng. Các tiểu hành tinh có kích thước từ vài mét đến hàng trăm kilômét, theo định nghĩa của Liên đoàn Thiên văn Quốc tế có kích cỡ trên khoảng 1 mét. Một số tiểu hành tinh, ví dụ như Vesta và Pallas, được các nhà khoa học cho rằng là tiền thân của các hành tinh khi hệ Mặt Trời còn đang hình thành. Số ít các tiểu hành tinh thậm chí có vệ tinh tự nhiên quay quanh. Các tiểu hành tinh giúp các nhà khoa học hiểu rõ lịch sử và sự tiến hoá của hệ Mặt Trời. Ngoài ra, các tiểu hành tinh được cho là chứa nhiều kim loại quý như nikel, sắt, titan và nước, là mục tiêu hấp dẫn cho hoạt động khai thác không gian trong tương lai.

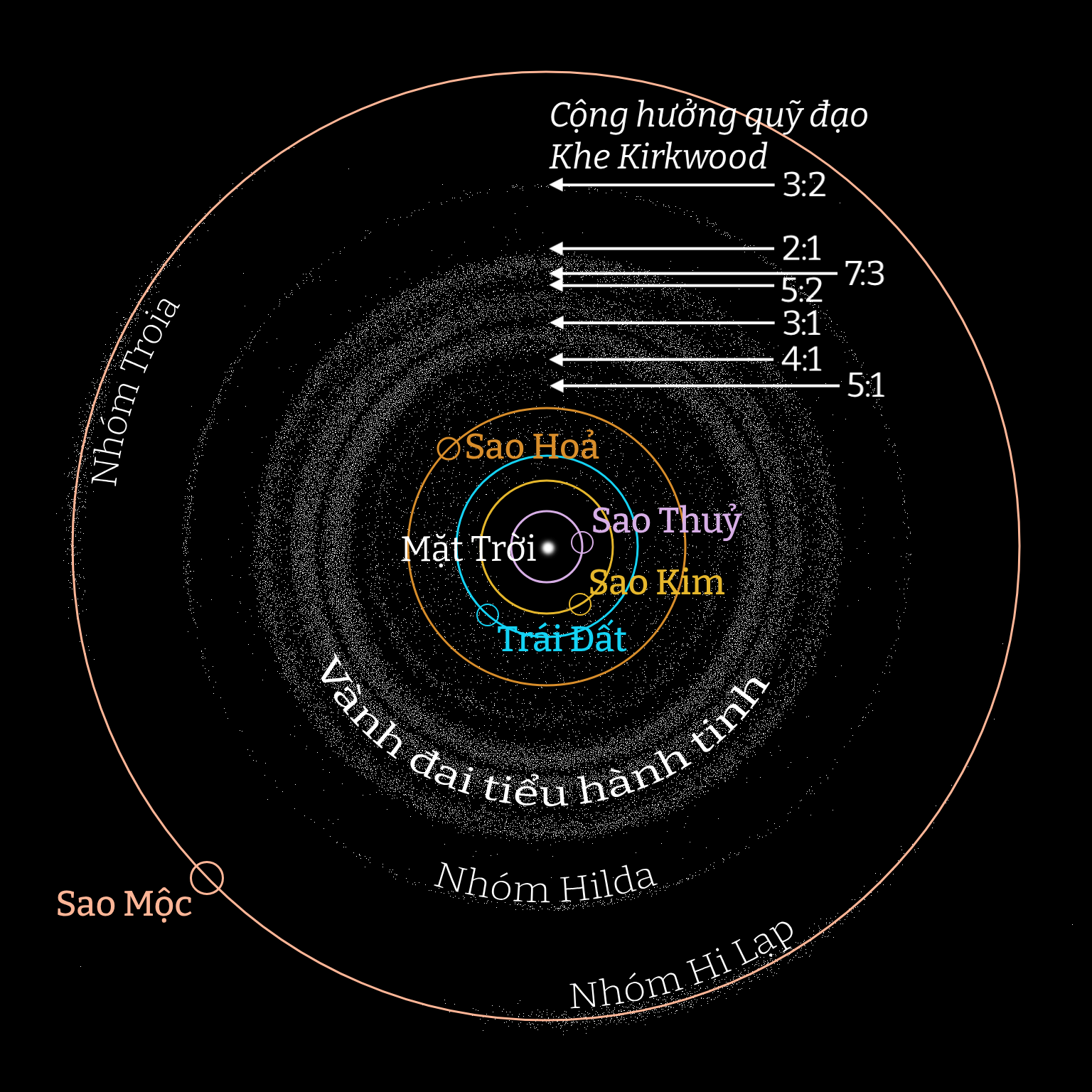
Các nhóm tiểu hành tinh: vành đai tiểu hành tinh, nhóm Troia, cộng hưởng quỹ đạo.

Vành đai tiểu hành tinh là vùng hình xuyến tập trung nhiều tiểu hành tinh. Vành đai này nằm khoảng 2,1 và 3,3 au từ Mặt Trời, nằm giữa quỹ đạo của Sao Hỏa và Sao Mộc. Vành đai tiểu hành tinh chứa hàng triệu vật thể có đường kính trên một kilômét, dù vậy, tổng khối lượng của vành đai tiểu hành tinh có khả năng không vượt quá 1/1000 Trái Đất. Vành đai tiểu hành tinh rất thưa thớt; các tàu vũ trụ đi xuyên qua vành đai mà không bao giờ bị đâm. Một số khu vực tại vành đai tiểu hành tinh bị ảnh hưởng bởi tương tác hấp dẫn nhiễu từ Sao Mộc, hiện tượng này còn được gọi là cộng hưởng quỹ đạo. Sự cộng hưởng có thể đẩy tiểu hành tinh ra ngoài (gọi là khe Kirkwood) hoặc tập trung lại quẩn thể tiểu hành tinh (ví dụ như quần thể Hilda tại tỉ lệ cộng hưởng 3:2)
Tính đến giữa năm 2022, khoảng 29.000 tiểu hành tinh được gọi là "tiểu hành tinh gần Trái Đất" vì chúng có quỹ đạo mà nhiều khả năng đâm Trái Đất trong tương lai. Các thành phố lớn gồm chục triệu người sẽ bị phá huỷ khi tiểu hành tinh va chạm với Trái Đất, vì vậy hiện nay các nhà khoa học đang tìm phương pháp để bẻ hướng tiểu hành tinh.
Sau đây là ba tiểu hành tinh điển hình được các nhà khoa học điều tra tỉ mỉ nhất, có kích thước lớn, trung bình và nhỏ:
- 1 Ceres (2,55–2,98 au, rộng 960 km) là hành tinh lùn duy nhất đã được tìm thấy trong vành đai tiểu hành tinh. Bề mặt của nó chứa carbon, băng và tinh thể ngậm nước. Ceres từng có hoạt động phun trào nước và nitơ từ núi lửa băng. Bằng chứng cho sự phun trào có thể thấy tại các điểm sáng trên bề mặt. Ceres có một bầu khí quyển rất mỏng, gần như không thể phân biệt được với chân không. Ceres đã được thăm bởi tàu Dawn của Mỹ.
- 433 Eros (1,13–1,78 au, dài 34 km). Eros đã được thăm bởi tàu NEAR Shoemaker của Mỹ.
- 162173 Ryugu (0,96–1.42 au, rộng 0,5 km). Ryugu đã được thăm bởi tàu Hayabusa2 của Nhật Bản.

## Bốn hành tinh khổng lồ

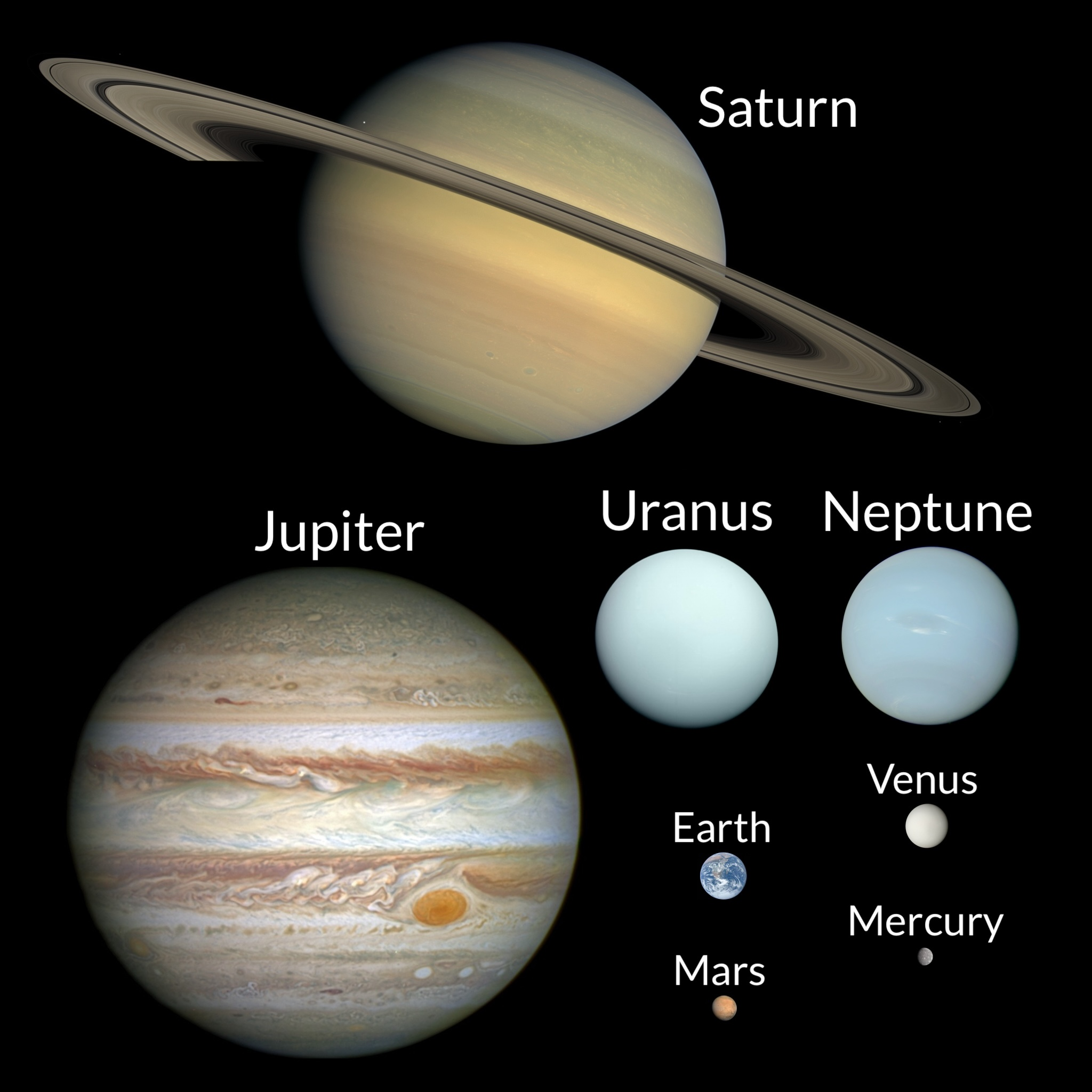
Bốn hành tinh khổng lồ: Sao Mộc, Sao Thổ, Sao Thiên Vương, Sao Hải Vương

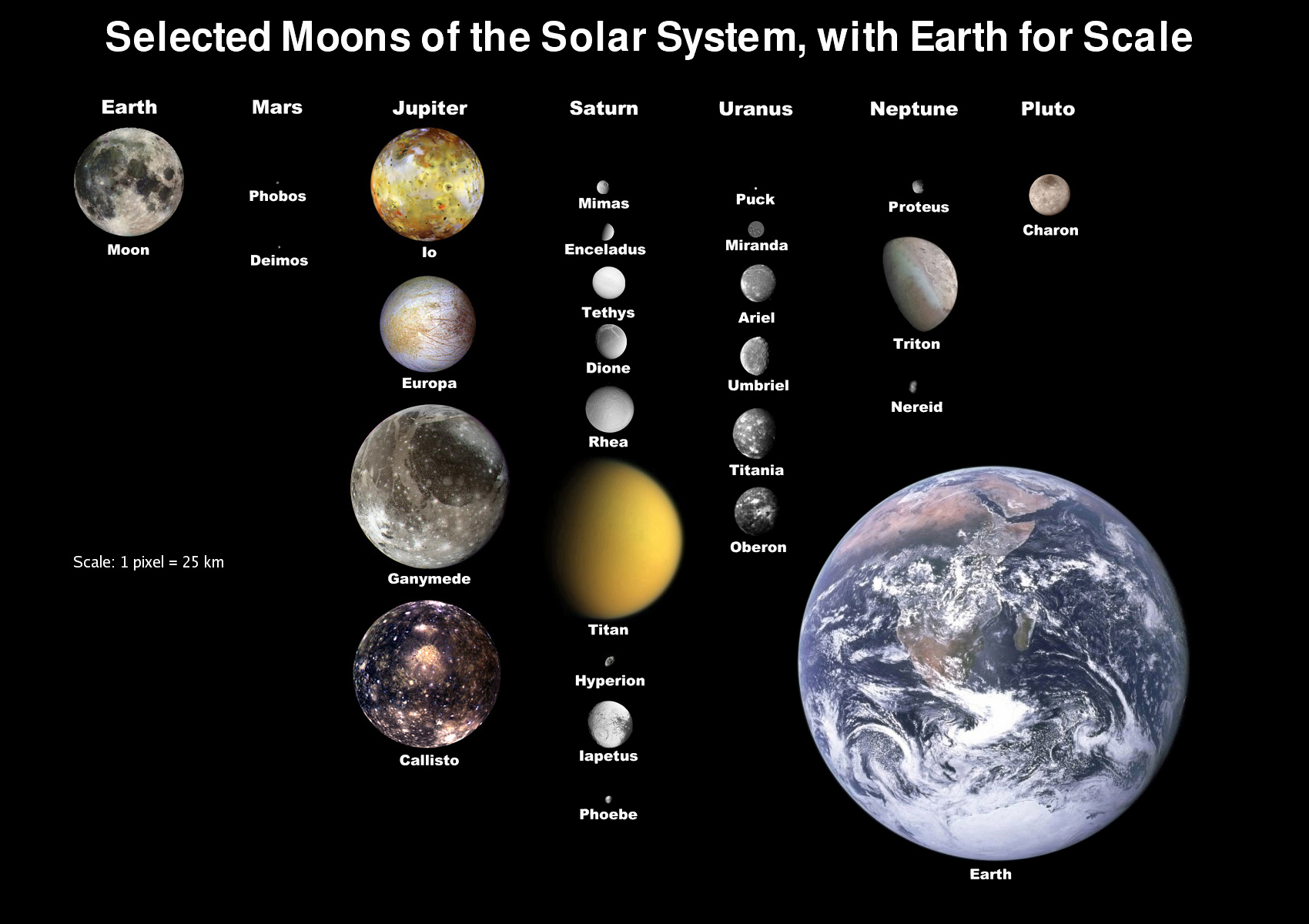
Các vệ tinh điển hình của hệ Mặt Trời

Các hành tinh khổng lồ có kích thước lớn nhưng lại có khôi lượng riêng bé, được cấu tạo chủ yếu từ các khí như hyđrô, hêli, cacbonic. Tất cả 4 hành tinh khổng lồ đều có hệ thống vành đai, được tạo bởi hạt bụi và hòn đá nhỏ. Vành đai của Sao Thổ có thể nhìn thấy được qua kính thiên văn tại Trái Đất, còn vành đai của các hành tinh khác thì được phát hiện bằng phi thuyền vũ trụ.
- Sao Mộc (4,95–5,46 au)[7] là hành tinh lớn nhất trong hệ Mặt Trời, nặng hơn 318 lần Trái Đất. Ngoài phần lõi nhỏ bằng đá, khí quyển của Sao Mộc chủ yếu là hydro và heli. Khí quyển Sao Mộc phức tạp, bao gồm nhiều lớp và vòng khí không phân chia rõ ràng. Do trong lòng Sao Mộc có nhiệt độ cao nên trên bề mặt luôn có bão. Trên bề mặt có cơn bão xoáy khổng lồ có đường kính gấp 3 lần Trái Đất, được gọi là Vết Đỏ Lớn.[100] Sao Mộc có từ quyển rất mạnh, đủ để bẻ hướng bức xạ ion hóa từ Mặt Trời và tạo ra cực quang.[101] Sao Mộc có 95 vệ tinh tự nhiên đã được phát hiện.[102]
- Sao Thổ (9,08–10,12 au)[7] có hệ thống vành đai rực rỡ có thể nhìn thấy được qua kính viễn vọng, có cấu tạo từ mảnh băng và đá nhỏ. Sao Thổ chủ yếu được cấu tạo từ hydro và heli giống như giống như Sao Mộc. Ở cực Bắc và Nam, Sao Thổ với lý do chưa rõ có cơn bão hình lục giác lớn hơn đường kính Trái Đất. Sao Thổ có từ quyển yếu hơn Sao Mộc, chỉ tạo được các cực quang yếu. Tính đến năm 2024, Sao Thổ có 146 vệ tinh tự nhiên đã được phát hiện.
- Sao Thiên Vương (18,3–20,1 au)[7] quay quanh Mặt Trời với trục nghiêng gần như vuông góc với quỹ đạo. Điều này làm khí quyển có sự thay đổi mùa khắc nghiệt khi quay quanh quỹ đạo. Lớp ngoài của Sao Thiên Vương có màu xanh lam nhạt do metan. Ở sâu bên trong khí quyển ẩn chứa nhiều bí ẩn về các hiện tượng khí hậu, chẳng hạn như nhiệt độ thấp ở trong lõi, sự hình thành của mây và lốc xoáy. Tính đến năm 2024, Sao Thiên Vương có 28 vệ tinh tự nhiên đã được phát hiện.
- Sao Hải Vương (29,9–30,5 au)[7] là hành tinh xa nhất trong hệ Mặt Trời. Lớp ngoài của Sao Hải Vượng có màu xanh lam nhạt do metan, với những cơn bão hình đốm đen thỉnh thoảng xuất hiện trên bề mặt. Giống như Sao Thiên Vương, nhiều hiện tượng khí quyển của Sao Hải Vương vẫn chưa có lời giải thích, chẳng hạn như nhiệt độ của tầng nhiệt quyển hay độ nghiêng bất thường của từ quyển. Tính đến năm 2024, Sao Hải Vương có 16 vệ tinh tự nhiên đã được phát hiện.

Các hành tinh khổng lồ có hàng trăm vệ tinh có kích cỡ từ bé hơn 1 kilomét đến lớn hơn Sao Thủy. Một số vệ tinh tự nhiên lớn mà hiện nay là mục tiêu nghiên cứu điển hình gồm có:
- Sao Mộc
  - Io có bề mặt loang lổ với vệt vàng, trắng và nhiều đốm đỏ, nâu, cam và đen. Đây là do nơi này có hoạt động núi lửa mạnh mẽ nhất trong hệ Mặt trời, với hơn 400 núi lửa đang hoạt động ở trên bề mặt. Qua hàng triệu năm, một số núi lửa phun trào cột lưu huỳnh cao hàng trăm kilomét. Hiện tượng núi lửa phun trào được cho là do lực hấp dẫn của Sao Mộc.[84]
  - Europa, giống như Io, bị chi phối bởi lực hấp dẫn của Sao Mộc, tuy nhiên với một mức độ bé hơn. Europa chủ yếu được cấu tạo từ băng nước, nên sự ma sát này biến lớp băng dưới bề mặt thành biển mặn, có thể chứa gấp đôi lượng nước so với Trái Đất. Nếu đáy biển Europa chứa miệng phun thủy nhiệt, điều này sẽ mang nhiều hứa hẹn cho việc tìm sự sống ngoài Trái Đất trong tương lai.[84]
  - Ganymede có bán kính to hơn Sao Thuỷ và giống như Europa có một lớp băng dày ở bề mặt. Theo các nghiên cứu giả lập điều kiện của Ganymede, vệ tinh này có vẻ có nhiều lớp đại dương, xếp chồng lên nhau với các lớp băng nước ở giữa. Lớp đại dương thấp nhất có thể nằm ở độ sâu 800 kilomét.[84]
- Sao Thổ
  - Enceladus .[84]
  - Titan .[84]
- Sao Thiên Vương
  - Miranda .[84]
- Sao Hải Vương
  - Triton .[84]

## Vành đai Kuiper

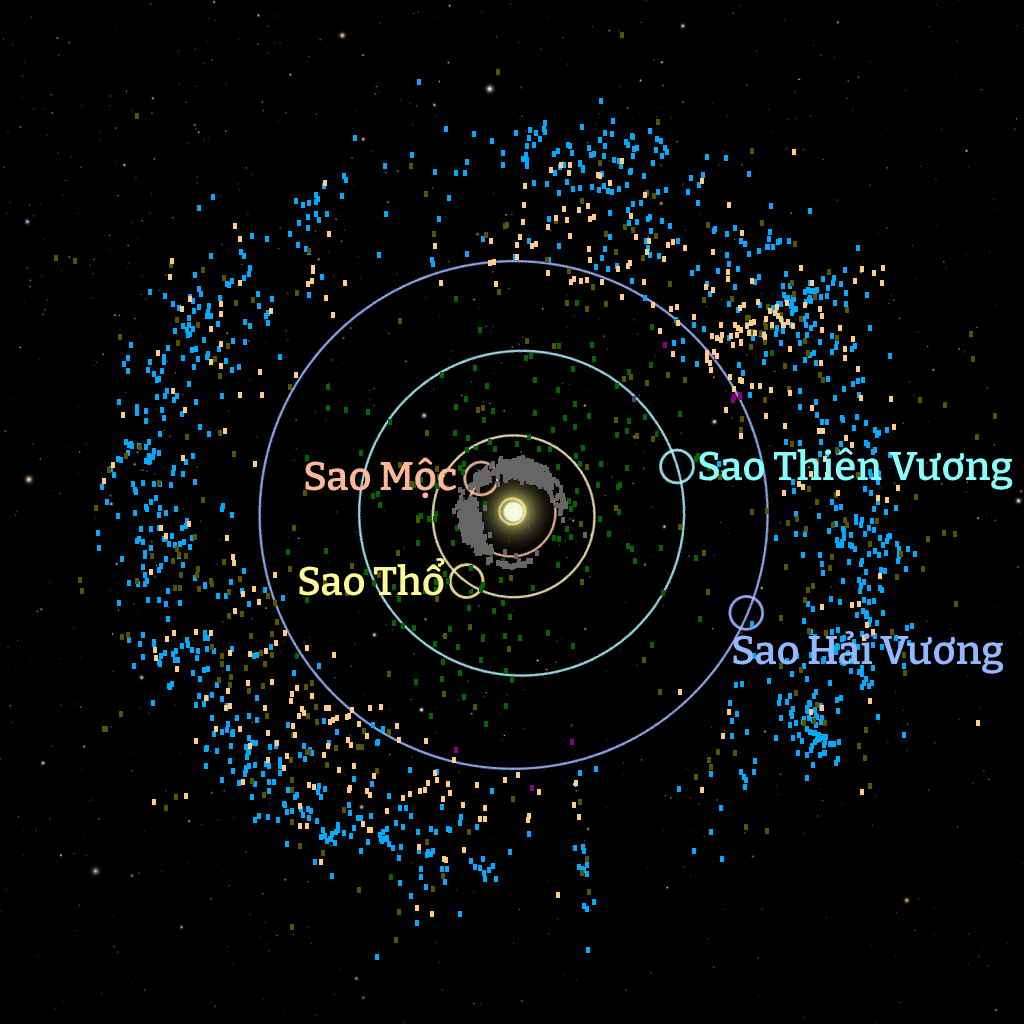
Các vật thể trong vành đai Kuiper (được đánh dấu bằng chấm màu xanh nhạt).

Vành đai Kuiper là đĩa vật chất nằm xa hơn quỹ đạo của các hành tinh, mở rộng từ quỹ đạo Sao Hải Vương (cách Mặt Trời 30 au) tới bán kính khoảng 50 au. Thiên thể đầu tiên được phát hiện dẫn tới việc xác nhận sự tồn tại của vành đai này là (15760) 1992 QB1, được phát hiện vào năm 1992 bởi nhà thiên văn David Jewitt cùng với nghiên cứu sinh của ông là Jane Lưu. Từ đó đến nay đã có hơn một nghìn đối tượng thuộc vành đai này được phát hiện, và người ta cho rằng vành đai này có thể có hơn 100.000 đối tượng có đường kính lớn hơn 100 km. Một số vệ tinh trong hệ Mặt Trời, như Triton của Sao Hải Vương và Phoebe của Sao Thổ, đều được cho là có nguồn gốc từ vành đai này.
Vành đai được cho là tập hợp gồm những mảnh vật chất có nguồn gốc từ một đĩa tiền hành tinh quanh Mặt Trời, tuy nhiên vật chất từ đĩa này không thể cô lại để tạo thành hành tinh. Vành đai Kuiper rộng hơn nhiều vành đai tiểu hành tinh 20 lần. Cách xa Mặt Trời và các hành tinh lớn, vành đai Kuiper được cho là tương đối ít bị ảnh hưởng bởi các quá trình biến đổi, cho nên xác định thành phần của chúng có thể cung cấp cho chúng ta thông tin về sự hình thành hệ Mặt Trời. Hầu hết các tiểu hành tinh trong đai Kuiper gồm một lượng lớn methan, amonia và nước đóng băng. Sau chuyến thăm bởi New Horizons, vành đai Kuiper là một mục tiêu hấp dẫn mà các tàu thăm dò trong tương lai sẽ hướng đến.

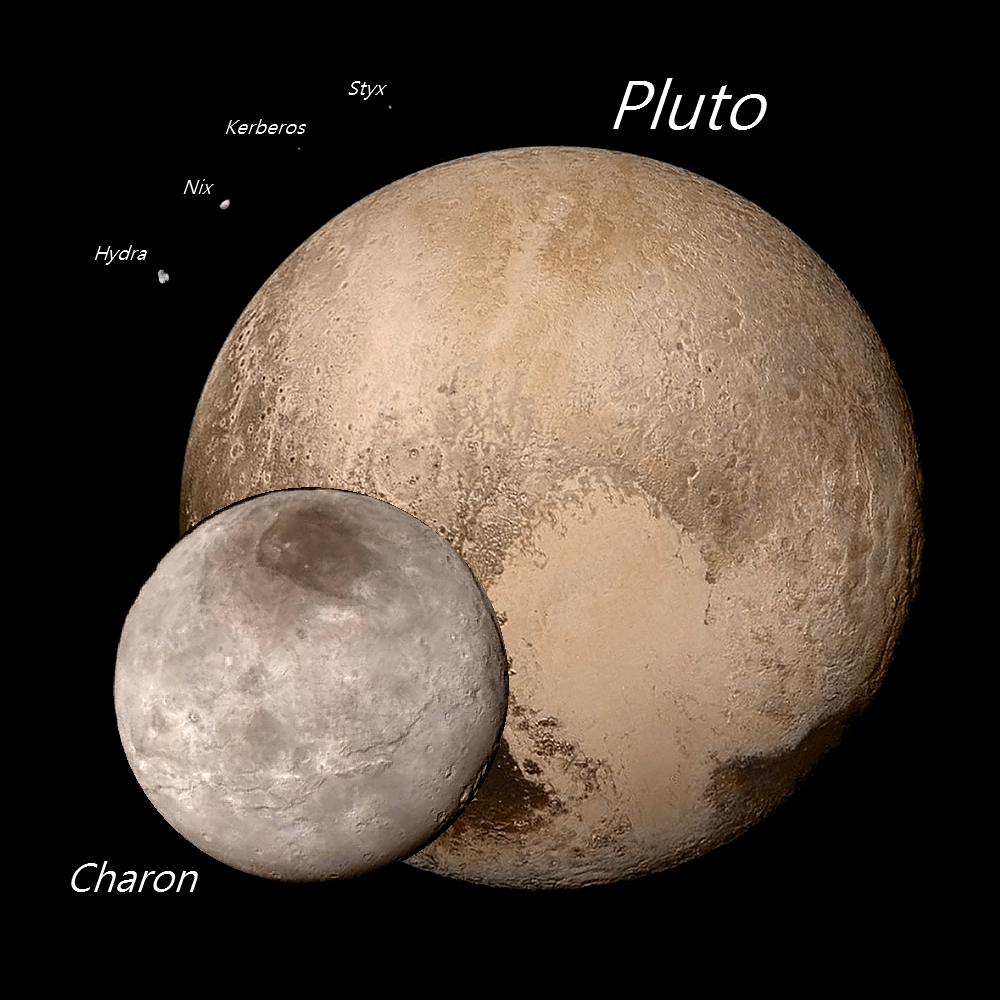
Ảnh của Sao Diêm Vương (Pluto) và Charon

Vành đai Kuiper chứa 5 hành tinh lùn đã biết cho tới nay:
- Sao Diêm Vương (Pluto, 29,7–49,3 au) là vật thể lớn nhất được biết đến trong vành đai Kuiper. Hầu hết bề mặt Sao Diêm Vương được bao phủ bởi băng nitơ và tạp chất hữu cơ màu nâu tên là tholin. Khu Sputnik Planitia trên bề mặt rộng khoảng 1200 kilômét và gần như không có hố va chạm do vận động địa chất. Sao Diêm Vương có 5 vệ tinh tự nhiên, trong đó có vệ tinh Charon có bán kính bằng một nửa Sao Diêm Vương.
- Orcus (30,3–48,1 au) theo kết quả phân tích quang phổ có thể có nước đóng băng và sự tồn tại của tholin. Hai chất này có thể bao phủ hầu hết bề mặt hành tinh lùn. Orcus có 1 vệ tinh tự nhiên đã được phát hiện: Vanth.
- Haumea (34,6–51,6 au) có hình ellipsoid (quả trứng), tốc độ quay nhanh và có hệ thống vành đai. Trên bề mặt của Haumea có vết màu đỏ, có thể do chưa nhiều chất hữu cơ như tholin. Haumea có 2 vệ tinh tự nhiên đã được phát hiện: Hiʻiaka và Namaka.
- Makemake (38,1–52,8 au) theo kết quả phân tích quang phổ có metan, ethan, và băng nitơ trên bề mặt. Makemake có 1 vệ tinh tự nhiên đã được phát hiện, được tạm gọi là S/2015 (136472) 1.
- Quaoar (41,9–45,5 au) theo kết quả phân tích quang phổ có băng và amoniac ở trên bề mặt. Ngoài ra, Quaoar có 2 vành đai mỏng và có 1 vệ tinh tự nhiên đã được phát hiện: Weywot.

## Các vật thể ngoài vành đai Kuiper

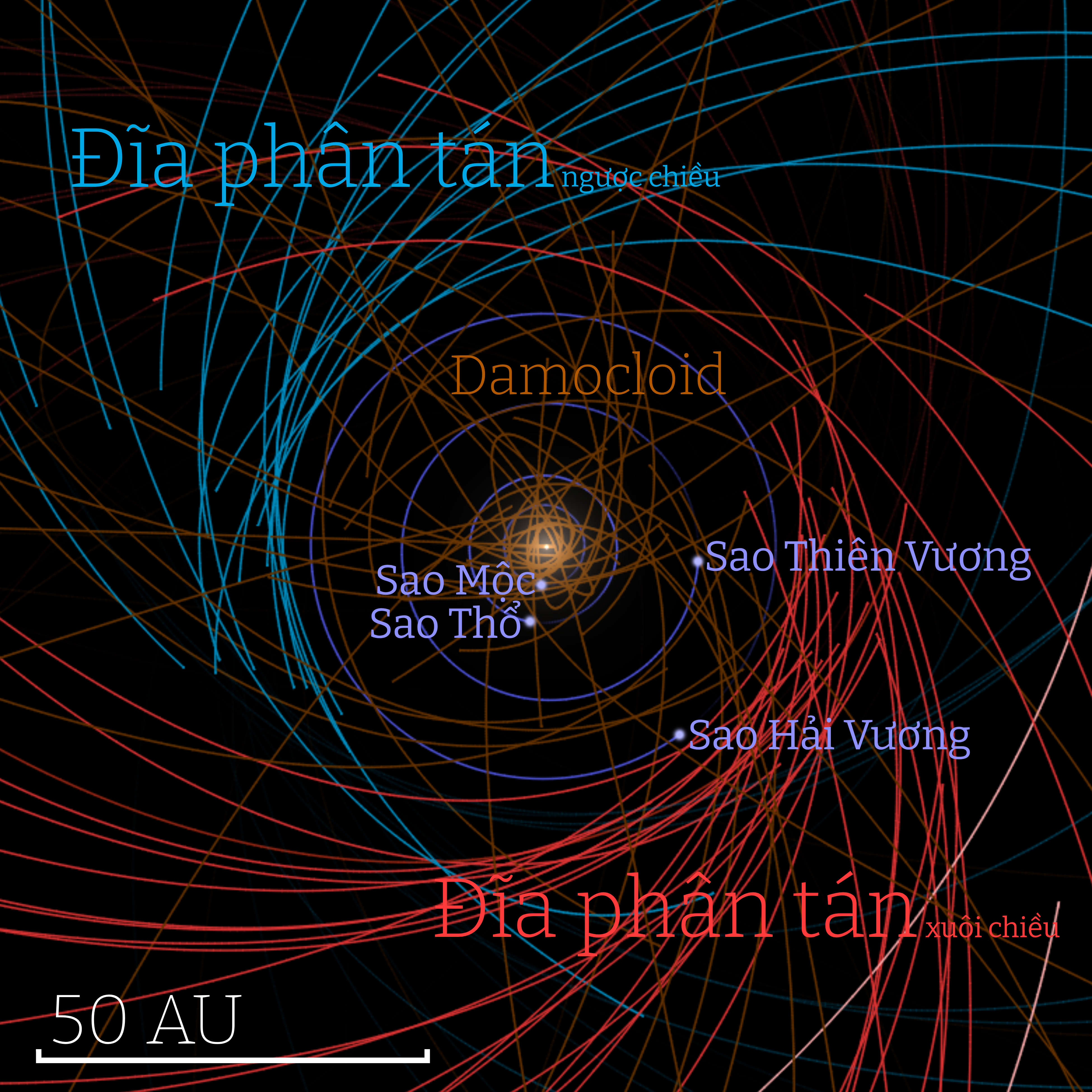
Các vật thể trong đĩa phân tán và damocloid có quỹ đạo nằm ngoài vành đai Kuiper.

Trước đây vành đai Kuiper được cho là nơi bắt nguồn của các sao chổi chu kỳ ngắn, với chu kỳ quỹ đạo ít hơn 200 năm. Tuy nhiên, nghiên cứu từ giữa thập niên 1990 đã cho thấy nguồn gốc chính xác của sao chổi là ở đĩa phân tán, một khu vực nằm bên ngoài vành đai Kuiper. Đĩa phân tán là một vùng với mật độ thưa thớt, chồng lên vành đai Kuiper nhưng mở rộng ra xa hơn 100 au. Các vật thể của đĩa phân tán có quỹ đạo elip rất dẹt và rất nghiêng so với mặt phẳng hoàng đạo.
Hiện tại các nhà khoa học tìm thấy 3 hành tinh lùn trong khu vực này:
- Eris (38,3–97,5 au)
- Cung Công (Gonggong, 33,8–101,2 au)
- Sedna (76,2–937 au)

Quyển Hill của hệ Mặt Trời được ước tính có bán kính từ 180.000 đến 230.000 au, gấp trăm lần quỹ đạo của các hành tinh lùn. Việc tìm hiểu các vật thể ở khu vực này còn nhiều khó khăn. Các vật thể mà ta phát hiện trong khu vực này có quỹ đạo bị nhiễu loạn, khiến chúng di chuyển gần hơn với Mặt Trời, và việc phát hiện những vật thể này thường chỉ có thể xảy ra khi chúng là sao chổi. Vì vậy, đây là khu vực còn nhiều bí ẩn và được các nhà khoa học đưa ra nhiều giả thuyết về các vật thể có thể nằm trong khu vực này, ví dụ như đám mây Oort và "hành tinh thứ chín".

## Hệ Mặt Trời trong vũ trụ

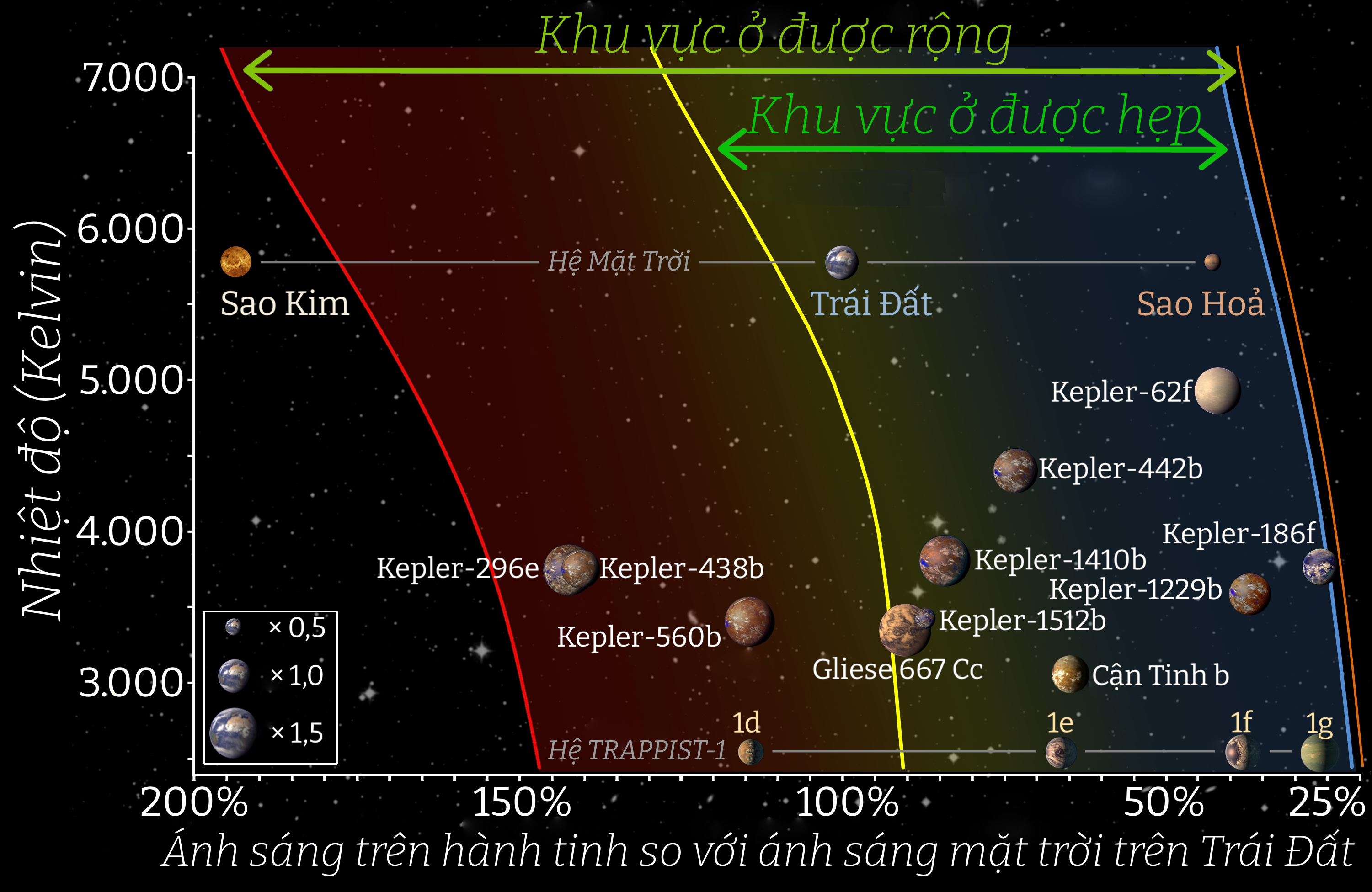
Khu vực ở được của các hành tinh hệ Mặt Trời, TRAPPIST-1 và các hệ khác.

So sánh với các loại hành tinh hay được tìm thấy ở các hệ sao khác, hệ Mặt Trời của ta thiếu hành tinh có quỹ đạo bé hơn Sao Thuỷ và "siêu Trái Đất", tức là hành tinh có kích thước lớn hơn nhiều lần Trái Đất. Giống như các hệ hành tinh khác, hệ Mặt Trời có vùng sống được, bao gồm Trái Đất, nơi nhiệt độ bề mặt và khí quyển cho phép sự tồn tại của nước ở trạng thái lỏng.

## Lịch sử hình thành

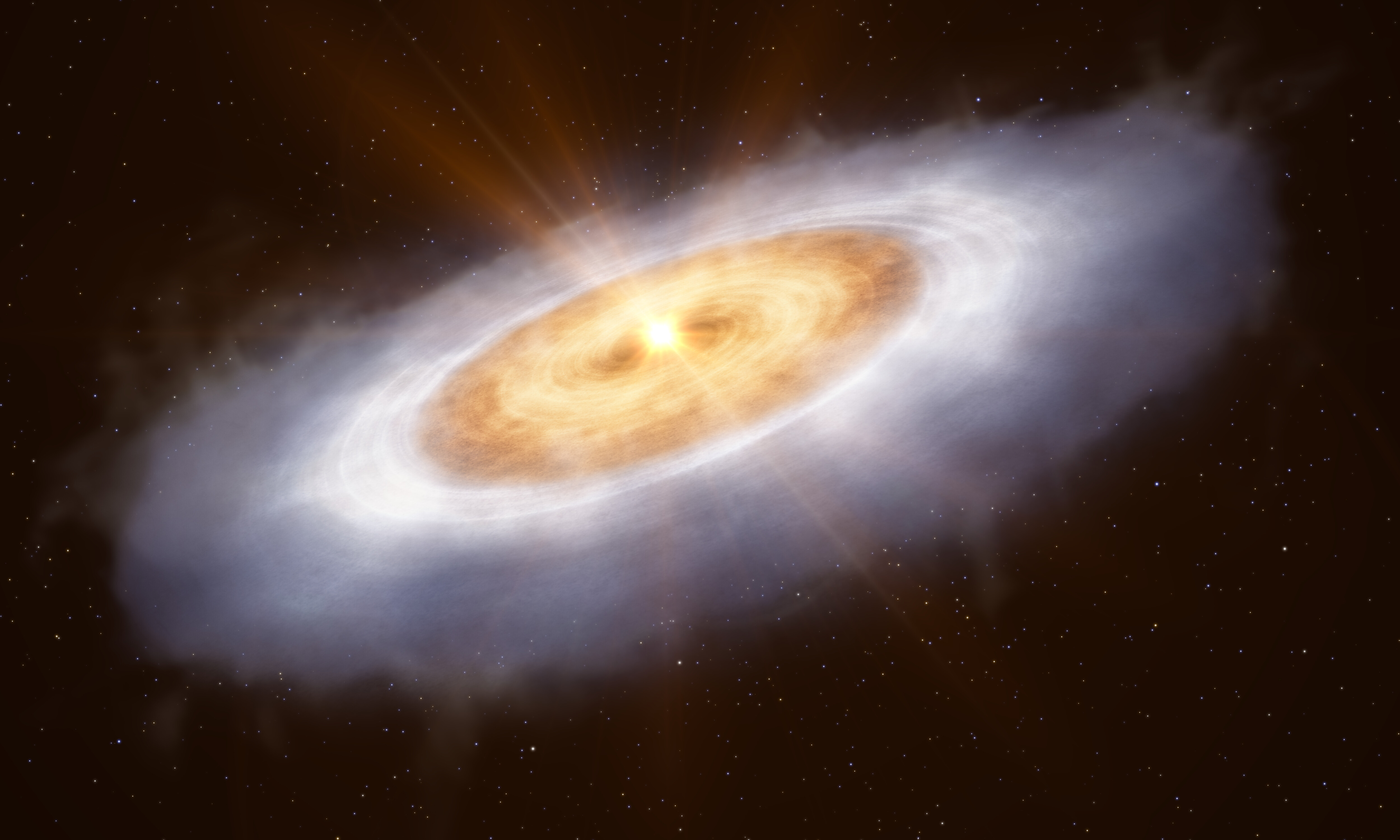
Sự thai nén của đám mây khí đã tạo nên Mặt Trời sơ khai và đĩa tiền hành tinh.

Nhờ các bao thể trong thiên thạch cổ xưa, ta biết rằng hệ Mặt Trời được hình thành 4,568 tỷ năm trước từ đám mây phân tử (nói nôm na là tinh vân). Đám mây này chủ yếu bao gồm hydro, heli và một lượng nhỏ các nguyên tố nặng hơn được tổng hợp bởi các thế hệ sao trước. Đám mây phân tử này có thể rộng đến vài năm ánh sáng và sinh ra nhiều ngôi sao khác trước khi sinh ra hệ Mặt Trời. Khi đám mây này bắt đầu suy sụp hấp dẫn, định luật bảo toàn mô men động lượng nói rằng đám mây sẽ bắt đầu quay nhanh hơn. Trung tâm đám mây bắt đầu nóng lên vì đây là nơi mà phần lớn vật chất tập trung lại. Đám mây phân tử bắt đầu co lại thành đĩa tiền hành tinh có đường kính khoảng 200 au và tiền sao nóng (sau này thành Mặt Trời). Các hành tinh bắt đầu hình thành từ quá trình tích tụ đĩa tiền hành tinh, bụi và khí kết hợp lại để tạo thành các khối lớn hơn dưới tác động của trọng lực.
Hàng trăm phôi hành tinh có thể đã tồn tại trong hệ Mặt Trời sơ khai, nhưng nhiều trong số chúng đã hợp nhất, phá hủy hoặc bị đẩy ra ngoài trong quá trình phát triển hệ Mặt Trời. Ở gần Mặt Trời hình thành nên các hành tinh đất đá (Sao Thủy, Sao Kim, Trái Đất và Sao Hỏa) do chỉ có kim loại và silicat có thể tồn tại thể rắn ở khoảng cách này. Bởi vì kim loại và silicat chỉ chiếm một phần nhỏ trong đĩa tiền hành tinh, các hành tinh đất không thể phát triển quá giới hạn nhất định. Các hành tinh khổng lồ (Sao Mộc, Sao Thổ, Sao Thiên Vương và Sao Hải Vương) hình thành ở xa hơn, nơi mà các chất bình thường là thể khí thì ở dạng rắn. Vật liệu khí hình thành các hành tinh này nhiều hơn so với kim loại và silicat hình thành các hành tinh đất đá, cho phép các hành tinh khủng lồ phát triển đủ bầu khí quyển hydro và heli. Các mảnh vụn còn sót lại tụ tập ở những vùng như vành đai tiểu hành tinh, vành đai Kuiper và đám mây Oort.

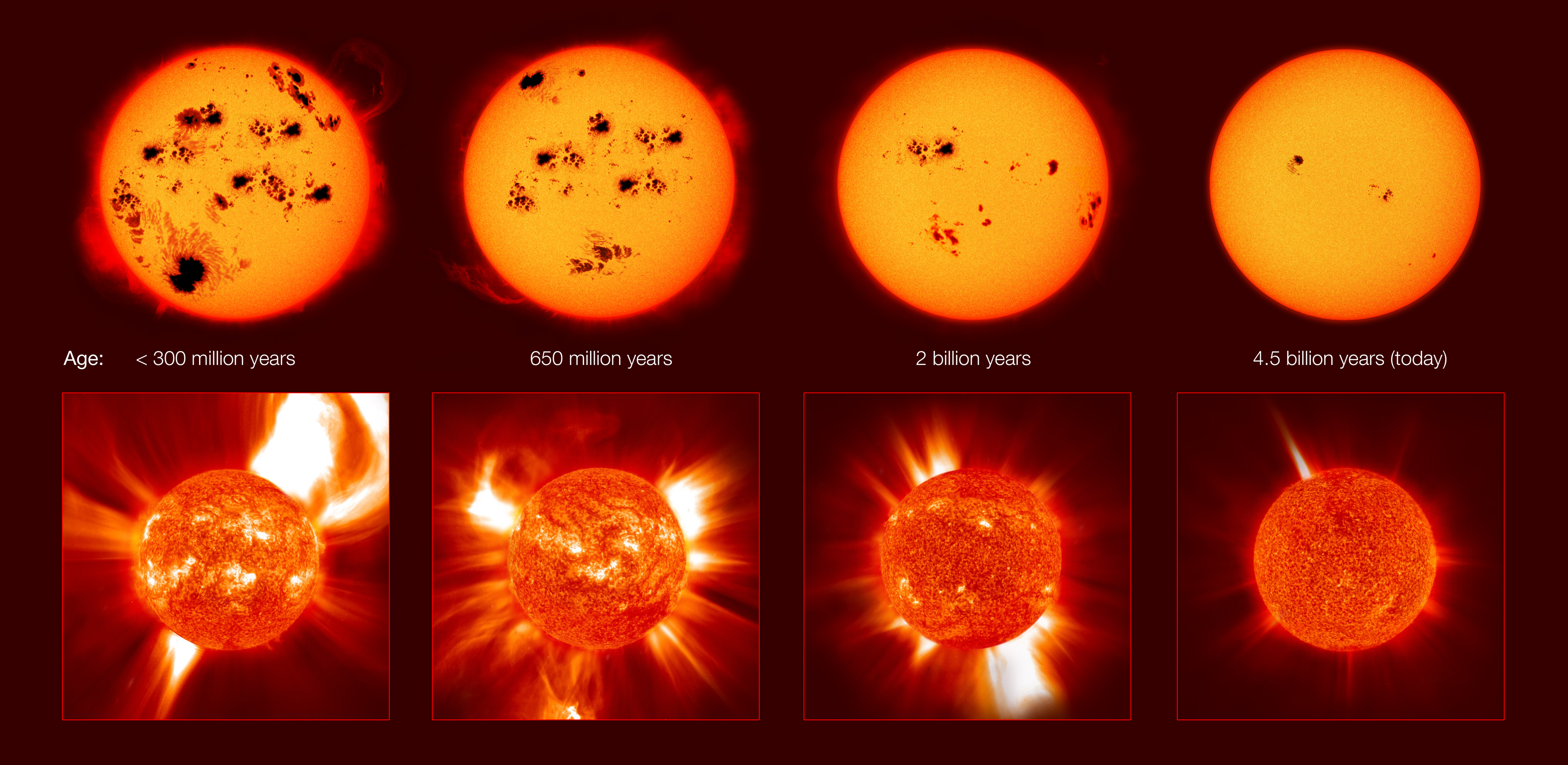
Theo quan sát từ các ngôi sao khác, Mặt Trời trong thời gian đầu có thể có hoạt động bức xạ và có từ quyển mạnh hơn bây giờ.

Trong vòng 50 triệu năm, áp suất và mật độ hydro ở trung tâm Mặt Trời trở nên đủ lớn để bắt đầu quá trình tổng hợp hạt nhân. Mặt Trời lúc mới sinh ra có độ sáng chỉ đạt khoảng 70% so với hiện tại do khi heli tích tụ tại lõi, Mặt Trời càng trở nên sáng hơn. Nhiệt độ, tốc độ phản ứng, và áp suất tăng lên cho đến khi đạt được trạng thái cân bằng áp suất nhiệt–lực hấp dẫn. Mặt Trời đã trở thành ngôi sao thuộc dãy chính. Gió Mặt Trời tạo ra thái dương quyển và quét sạch phần còn lại của đĩa tiền hành tinh ra không gian liên sao. Các tương tác hấp dẫn giữa các hành tinh khiến hành tinh di chuyển vào các quỹ đạo khác nhau. Điều này dẫn đến sự không ổn định của quỹ đạo hành tinh, khiến quỹ đạo của hành tinh nhỏ được nới rộng và đưa các hành tinh khí vào quỹ đạo hiện tại.
Các vật thể trong hệ Mặt Trời có sự chuyển động ổn định, nằm trong quỹ đạo cô lập và bị ràng buộc bởi các tương tác hấp dẫn giữa các vật thể. Có khả năng rất bé rằng một ngôi sao khác sẽ đi xuyên qua hệ Mặt Trời trong vài tỷ năm tới. Mặc dù điều này có thể gây mất ổn định và dẫn đến các hành tinh bị đẩy ra và va chạm lẫn nhau, nhiều khả năng Hệ Mặt Trời vẫn sẽ giữ nguyên trạng thái vận động như hiện nay.

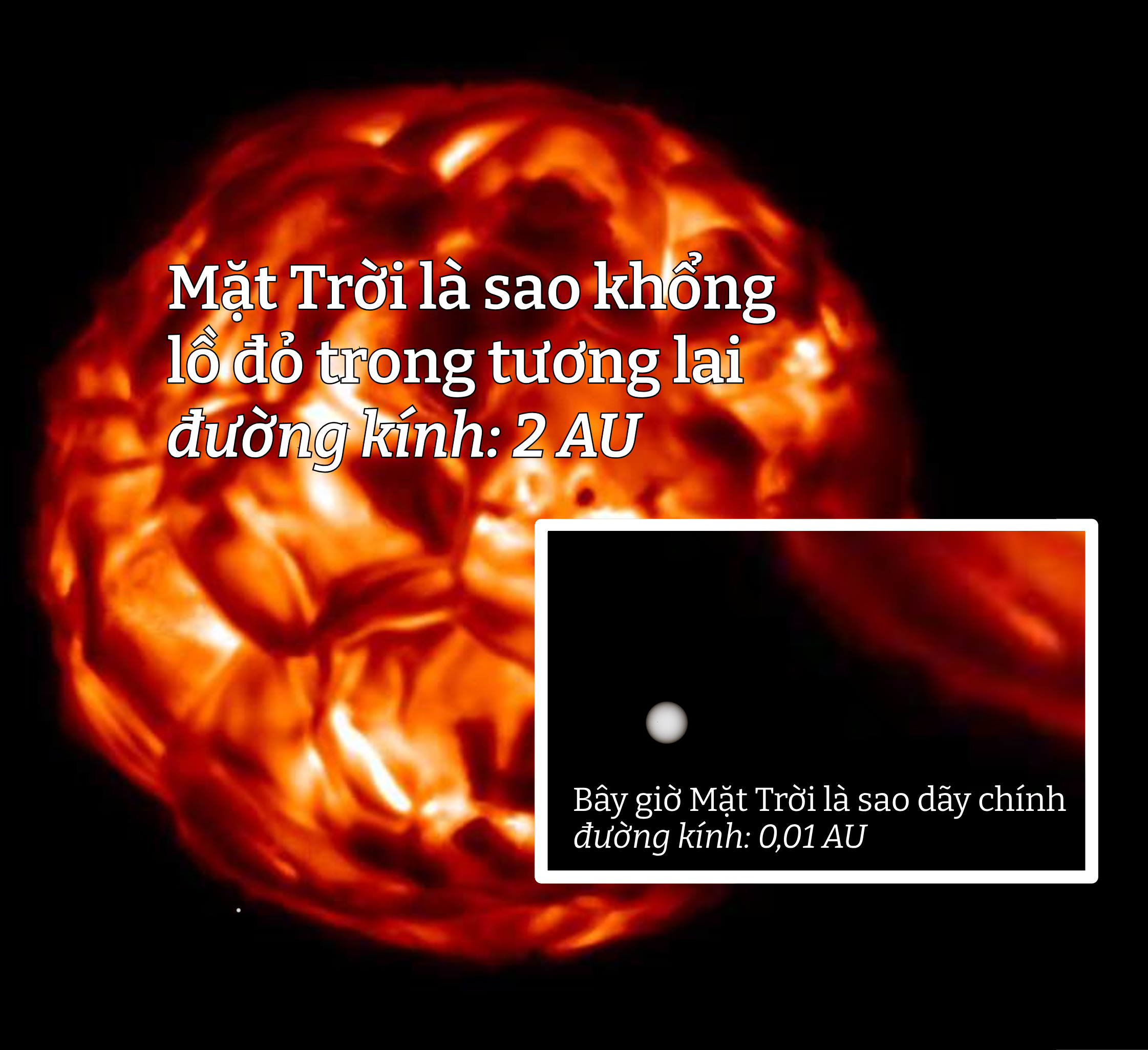
Mặt Trời hiện tại so với kích thước cực đại khi trở thành sao khổng lồ đỏ.

Khoảng 5 tỷ năm nữa, khi lượng hydro trong lõi Mặt Trời được chuyển hóa hoàn toàn thành heli, đây sẽ là dấu chấm hết của giai đoạn dãy chính Mặt Trời. Lõi Mặt Trời sẽ co lại, quá trình tổng hợp hydro sẽ diễn ra ở một lớp vỏ bao quanh lõi heli trơ, và năng lượng tỏa ra sẽ lớn hơn. Lớp ngoài của Mặt Trời sẽ phình ra 260 lần so với đường kính hiện tại và Mặt Trời sẽ trở thành sao khổng lồ đỏ. Tại cuối giai đoạn khủng lồ của Mặt Trời, bề mặt Mặt Trời sẽ nguội đi còn 2300 °C, so với 5500 °C hiện nay. Trong tương lại, sự phình ra của Mặt Trời sẽ nuốt chửng sao Thủy và sao Kim và có thể cả Trái Đất. Nhiều khả năng Trái Đất và sao Hỏa sẽ trở thành hành tinh dung nham.
Mặt Trời sẽ đốt cháy heli trong một khoảng thời gian ngắn hơn nhiều so với thời gian nó đốt cháy hydro trong lõi. Các phản ứng hạt nhân trong lõi sẽ suy yếu dần và lớp ngoài của Mặt Trời sẽ bị đẩy vào không gian, để lại sao lùn trắng đặc có khối lượng bằng một nửa khối lượng ban đầu của Mặt Trời nhưng chỉ có đường kính rộng bằng Trái Đất. Các lớp ngoài bị đẩy ra có thể tạo thành tinh vân, trả lại một phần vật chất được làm giàu với các nguyên tố nặng hơn như carbon vào môi trường liên sao để thế hệ sao mới được sinh ra.